# Francesc d'Assís Galí
Francesc d'Assís Galí i Fabra, né à Barcelone le 22 novembre 1880 et mort dans cette même ville le 23 septembre 1965, est un peintre et pédagogue catalan.
Il est le neveu de Pompeu Fabra et l'un des proches de Joan Miró.
Il est le père de l'architecte Beth Galí et l'arrière-grand-père du photographe Francesc Galí i Bohera.
Il est l'une des personnalités majeures du noucentisme et est connu pour ses affiches et ses fresques monumentales, dont certaines sont encore présentes dans plusieurs édifices de Catalogne.

## Biographie
Originaire d'une famille aisée de Barcelone, il étudie à l'école de la Llotja et intègre le Cercle Artistique de Sant Lluc. Sa peinture est moderniste, influencée par le noucentisme, et son travail est également inspiré de Ramon Casas et de Santiago Rusiñol, qui encouragent le jeune artiste.
En 1906, il fonde l'École d'Art Galí, dans la rue Cucurulla de Barcelone. Parmi ses élèves se trouvent notamment Joan Miró et Josep Llorens i Artigas.
En 1915, il intègre l'Escola Superior dels Bells Oficis, où il devient professeur de dessin. Il est reconnu pour ses méthodes pédagogiques novatrices en matière d'enseignement de l'art, mais son travail s'arrête avec le coup d'État de Primo de Rivera qui ferme l'école en 1924. 
Entre 1924 et 1936, il se consacre intensément à son travail artistique. Il est nommé conseiller artistique de l'Exposition Internationale de 1929 pour laquelle il réalise l'affiche.
Durant la Guerre d'Espagne, il succède à Josep Renau en tant que directeur général des Beaux-arts de la République. Il protège, à ce poste, plus de trois mille œuvres d'art, dont de nombreux chefs-d'œuvre du Musée du Prado. Lors de l'arrivée des franquistes au pouvoir, en 1939, il doit s'exiler à Londres et vit dans le quartier de Hampstead jusqu'en 1949.
Ses oeuvres peuvent s'admirer aujourd'hui sur les plafonds de la Poste Centrale de Barcelone située via Laietana (1928), dans la coupole du Palais National de Barcelone (1929), dans la salle du Quixot de la Mairie de Barcelone (1958) ou encore à la Bibliothèque Musée Víctor Balaguer de Vilanova i la Geltrú et au Musée national d'art de Catalogne.

## Galerie

Œuvres de Francesc d'Assís Galí
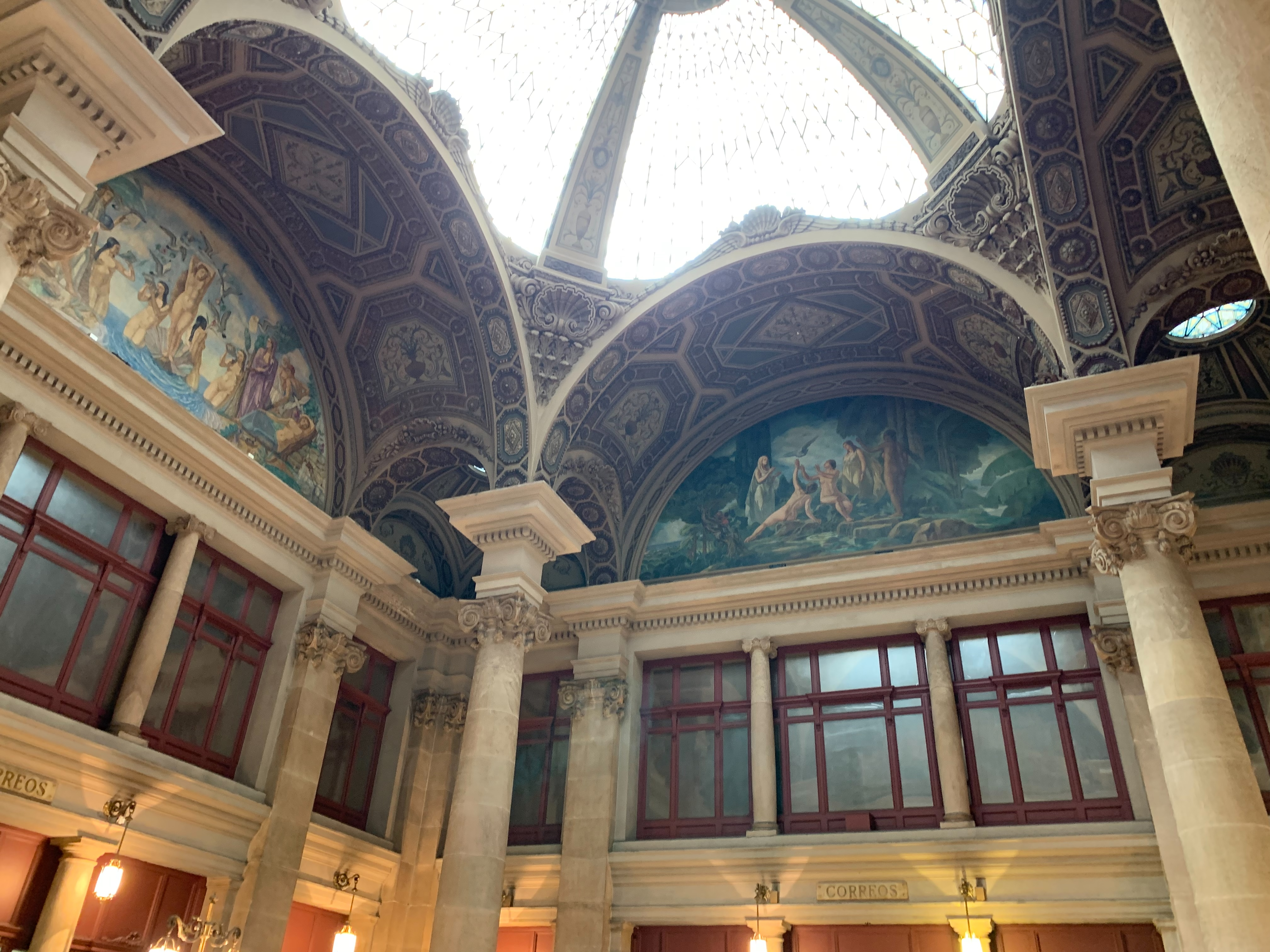
Fresques murales de la Poste centrale de Barcelone (1928)
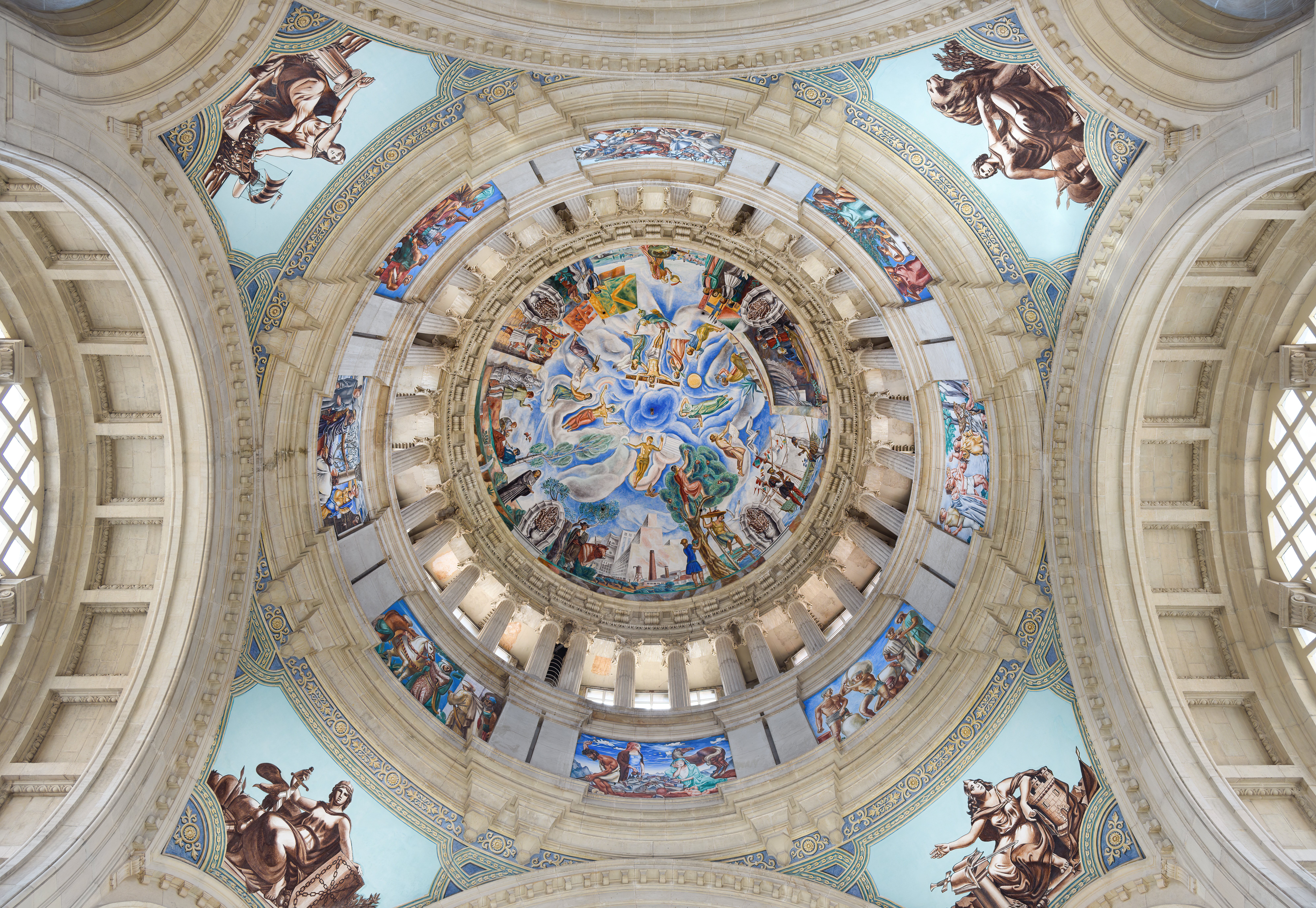
Intérieur de la coupole du Palais National (MNAC), Barcelone (1929)
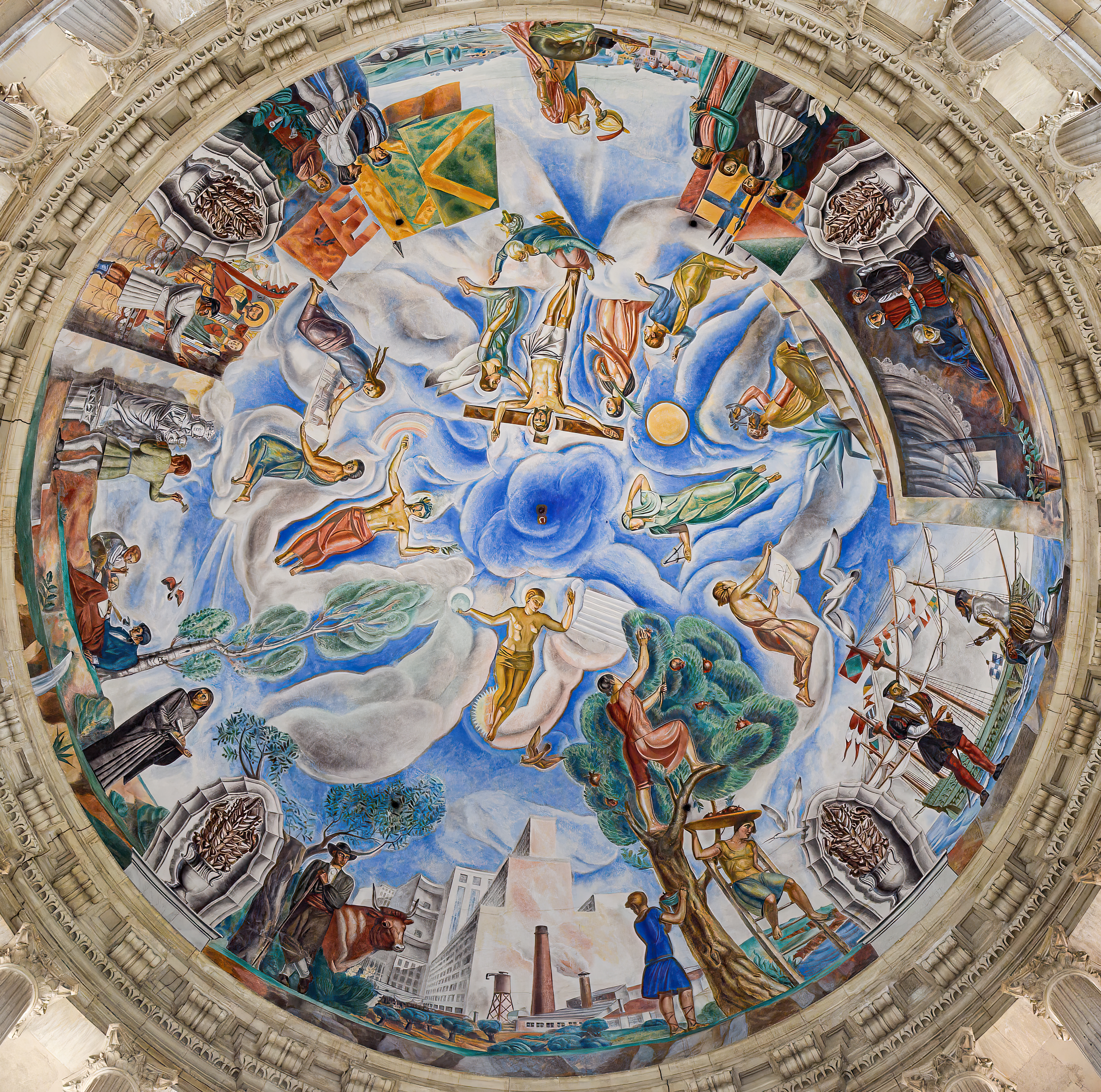
Gros plan de la fresque de Francesc d'Assís Galí